# Disastri aerei del Monte Capanne (1944)
Il 4 aprile 1944 due Bell P-39 Airacobra appartenenti al 347th Fighter Squadron, reparto da caccia inquadrato nel Twelfth Air Force dell'United States Army Air Forces (USAAF), decollarono dalla base americana di Ghisonaccia in Corsica per un volo di ricognizione meteorologica sull'area di Livorno. I due velivoli, che costituivano la Dilute Purple Section, erano pilotati dai giovani sottotenenti Milton Harber (capo sezione) e Robert Boyd.

## Antefatto
I due aerei (matricole 42-8971 e 42-8979) decollarono alle 11.00; il piano di volo stabilito alla partenza prevedeva l'avvicinamento alla costa livornese transitando a nord dell'isola di Capraia ed il ritorno su una rotta che avrebbe portato i due caccia a costeggiare l'isola d'Elba settentrionale. Non fu prescritta una precisa quota di volo ma ad essi fu consigliato di volare on the deck, ovvero bassi sulla superficie del mare, per evitare di essere rilevati dai radar tedeschi e perché la copertura nuvolosa già alla partenza era pari a circa 1000 piedi (poco più di 300 metri). La durata della missione era prevista in poco più di un'ora, per cui i due Airacobra non furono dotati dei serbatoi supplementari ventrali ma decollarono con 120 galloni di benzina nei serbatoi alari, pari a circa 450 litri per aereo. Alle 11.04 Dilute Purple Section contattò via radio il controllo aereo AMES899 (in codice toothpaste) comunicando l'avvenuto decollo. Tre minuti dopo il controllo del traffico aereo ordinava a Dilute Blue Section, una coppia di caccia in quel momento in volo, di rientrare alla base. Le comunicazioni risultavano molto disturbate e con pesanti interruzioni. Alle 11.10 Purple 2, l'aereo del tenente Robert Boyd, effettuò l'ultima comunicazione via radio. Non fu effettuata alcuna tracciatura della sezione ma, al momento dell'ultima trasmissione, fu stimato che i due aerei si trovassero dalle 23 alle 30 miglia a NE dalla Stazione AMES 899. Alle 12.20 il maggiore Francis Grable, comandante del 347th Fighter Squadron, telefonò al responsabile del controllo aereo chiedendo di contattare via radio la Dilute Purple Section. La Stazione Toothpaste ad intervalli regolari effettuò chiamate, ma senza ricevere alcuna replica. I tentativi di stabilire un contatto radio furono interrotti poco dopo le 12.30 quando, a causa del troppo tempo passato, fu chiaro che i due P39N dovevano aver ormai esaurito il carburante e che quindi ogni ulteriore tentativo sarebbe stato inutile.

## L'incidente
I due caccia P39N procedevano paralleli sul mare, con il velivolo del tenente Milton Harber in testa a quota leggermente più alta ed il gregario Robert Boyd leggermente scartato a destra, in basso. La visibilità era pessima, con banchi di nebbia e nuvole basse. Per motivi che non potranno mai essere stabiliti con certezza i due aerei americani, intorno alle 11.30, anziché procedere verso Livorno lasciandosi sulla destra l'isola di Capraia puntarono decisi verso l'isola d'Elba. Si può ipotizzare che una serie di valutazioni errate abbia potuto indurre i piloti a credere che la sagoma incerta dell'isola di Montecristo, apparsa sulla destra tra le nubi, potesse essere l'isola di Capraia e quindi di fronte a loro non vi fosse più alcun ostacolo fino al litorale tra Pisa e Livorno, basso e sabbioso. I due Airacobra «bucarono» la costa elbana puntando verso il Monte Capanne dove si schiantarono a breve distanza l'uno dall'altro in località Collaccio (42°45′30.1″N 10°10′55″E) e Campitini (42°45′45.07″N 10°10′08.35″E), nel Comune di Campo nell'Elba. L'aereo dei Campitini rimase sostanzialmente integro, mentre quello della Liscia del Collaccio si disintegrò sulla parete rocciosa.

## Le ricerche
Alle 13.35 il comandante Grable decollò personalmente alla testa di una sezione di quattro caccia P39N per cercare sul mare un qualsiasi segno della Purple Section. I quattro Airacobra perlustrarono accuratamente l'area che la sezione doveva aver sorvolato nel corso della sua missione, ma senza esito. Alle 14.35 gli aerei atterrarono a Ghisonaccia senza aver avvistato niente. Come ultimo tentativo fu contattato il comando dell'aeroporto di Borgo, nella speranza che la Purple Section fosse atterrata su quella base, ma anche questa via non dette risultati: il locale controllo aereo segnalò di non aver nessuna notizia dei due aeroplani dispersi. Il 6 aprile 1944, passate 48 ore, il comando della 347th Fighter Squadron compilò i Missing Air Crew Reports ed in seguito furono contattate le famiglie dei tenenti Harber e Boyd, rispettivamente in Texas e nello stato di New York. Nel documento si precisava che la causa della perdita dei due aeroplani non era nota, ma era probabile un'azione nemica.

## I primi recuperi
Lo schianto del velivolo sui Campitini fu osservato dal pastore Guido Martorella (1910-1974) mentre era intento a mungere le proprie capre nel Caprile delle Macinelle. Il pastore, che era anche un carabiniere in licenza, corse immediatamente sul luogo del disastro e trovò il paracadute aperto con il corpo esanime del sottotenente Boyd; si recò quindi al Comando dei Carabinieri per avvertirli del fatto, e in breve tempo ritornò con essi sul posto assieme a dei soldati della Wehrmacht. Nel frattempo, tuttavia, il paracadute era stato recuperato dal pastore Giovanni Bartoli (1903-1982) per riutilizzarne la preziosa seta. I tedeschi, non avendo trovato il paracadute, minacciarono un rastrellamento e una rappresaglia sui civili dei paesi di San Piero e di Sant'Ilario qualora il paracadute non fosse stato restituito l'indomani. La mattina seguente, il paracadute venne fatto ritrovare adagiato sulla murella presente sulla facciata della Chiesa dei Santi Pietro e Paolo.

## Il saccheggio
Nel periodo immediatamente successivo al duplice disastro, i due velivoli vennero depredati di materiali e strumentazioni. Nell'aereo precipitato ai Campitini venne prelevata la mitragliatrice Browning con l'albero motore, oltre a numerose parti metalliche della struttura che vennero portate nel paese di Poggio; la mitragliatrice, nello specifico, venne utilizzata come trofeo di guerra dai ragazzini del paese durante i loro giochi.

## Vittime
- Milton Harber, pilota (anni 20)
- Robert Boyd, pilota

## Monumento
Nel 70º anniversario del duplice incidente aereo, sul luogo del disastro (Liscia del Collaccio) è stata posta una targa commemorativa.

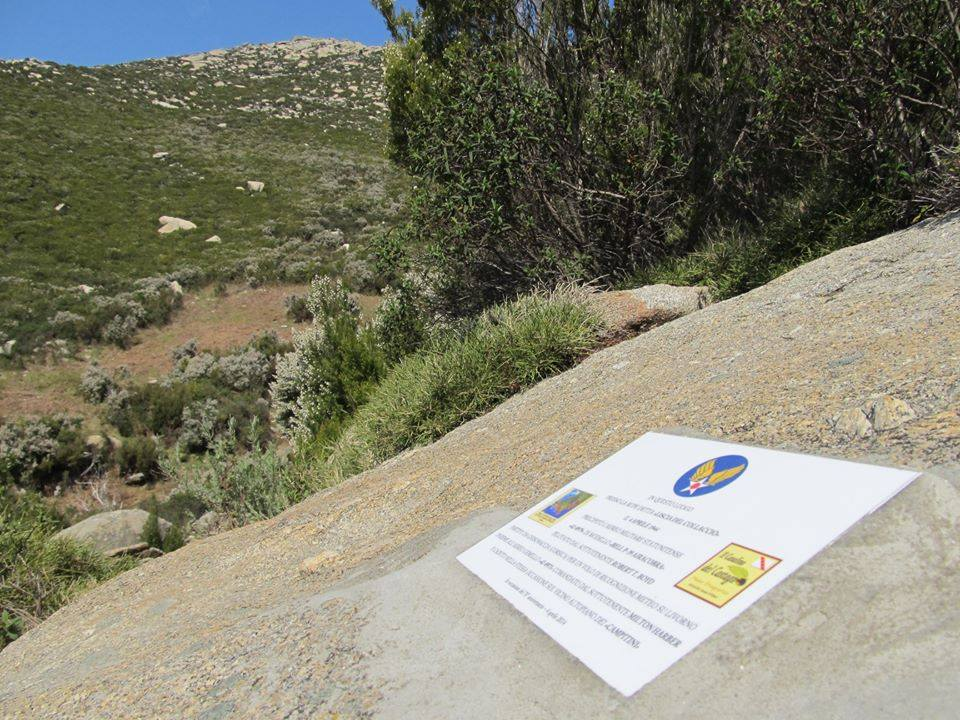
La targa commemorativa